# Preaek Khsay Ka
Preaek Khsay Ka es una comuna (khum) del distrito de Peam Ro, en la provincia de Prey Veng, Camboya. En marzo de 2008 tenía una población estimada de 7012 habitantes.
Se encuentra ubicada al sur del país, a escasa distancia de los ríos Mekong y Bassac, y de la frontera con Vietnam.